# Nicklas Strunck Jakobsen
Nicklas Strunck Jakobsen (Ølstykke, 17 agosto 1999) è un calciatore danese, centrocampista del Bryne.

## Caratteristiche tecniche
È un centrocampista centrale.

## Carriera

### Club
Cresciuto nel settore giovanile del Nordsjælland, ha esordito in prima squadra il 16 febbraio 2018 disputando l'incontro di Superligaen vinto 2-1 contro l'Odense.

### Nazionale
Ha giocato nelle nazionali giovanili danesi Under-16, Under-17, Under-18, Under-19 ed Under-20.

## Statistiche
Statistiche aggiornate al 19 maggio 2019.

### Presenze e reti nei club
| Stagione        | Squadra         | Campionato      | Campionato | Campionato | Coppe nazionali | Coppe nazionali | Coppe nazionali | Coppe continentali | Coppe continentali | Coppe continentali | Altre coppe | Altre coppe | Altre coppe | Totale | Totale | Totale |
| Stagione        | Squadra         | Comp            | Pres       | Reti       | Comp            | Pres            | Reti            | Comp               | Pres               | Reti               | Comp        | Pres        | Reti        | Pres   | Reti   |        |
| --------------- | --------------- | --------------- | ---------- | ---------- | --------------- | --------------- | --------------- | ------------------ | ------------------ | ------------------ | ----------- | ----------- | ----------- | ------ | ------ | ------ |
| 2017-2018       | Nordsjælland    | SL              | 6          | 1          | CD              | 0               | 0               |                    | -                  | -                  |             | -           | -           | 6      | 1      |        |
| 2018-2019       | Nordsjælland    | SL              | 20         | 2          | CD              | 0               | 0               | UEL                | 6                  | 0                  |             | -           | -           | 26     | 2      |        |
| Totale carriera | Totale carriera | Totale carriera | 26         | 3          |                 | 0               | 0               |                    | 6                  | 0                  |             | -           | -           | 32     | 3      |        |

## Palmarès

### Club

#### Competizioni nazionali
- 2. Division: 1

Esbjerg: 2023-2024